# Judo-Europameisterschaften der Männer 1966
Die Judo-Europameisterschaften 1966 der Männer wurden vom 6. bis zum 7. Mai in der Stadt Luxemburg ausgetragen. Es waren die einzigen Judo-Europameisterschaften, die je im Staat Luxemburg stattfanden.
Bis 1965 hatten Amateur-Europameisterschaften und offene Europameisterschaften stattgefunden, bei den 15. Europameisterschaften 1966 traten Judolehrer und Dan-Träger mit anderen Aktiven in der gleichen Klasse an.

## Ergebnisse
| Gewichtsklasse                | Gold            | Silber                | Bronze                             |
| ----------------------------- | --------------- | --------------------- | ---------------------------------- |
| Leichtgewicht (bis 63 kg)     | Sergei Suslin   | Jean-Claude Meslaye   | Serge Feist Theo Klein             |
| Halbmittelgewicht (bis 70 kg) | Oleg Stepanow   | Czesław Łaksa         | Ārons Bogoļubovs Joachim Schröder  |
| Mittelgewicht (bis 80 kg)     | Peter Snijders  | Wladimir Pokatajew    | Georgi Kotik Martin Poglajen       |
| Halbschwergewicht (bis 93 kg) | Joop Gouweleeuw | Peter Herrmann        | Ansor Kibrozaschwili Anatoli Judin |
| Schwergewicht (über 93 kg)    | Willem Ruska    | Parnaos Tschikwiladse | David Peake Günter Monczyk         |
| Offene Klasse                 | Ansor Kiknadse  | Alfred Meier          | Klaus Hennig Wladimir Saunin       |

## Medaillenspiegel
| Rang | Land                            | Gold | Silber | Bronze | Gesamt |
| ---- | ------------------------------- | ---- | ------ | ------ | ------ |
| 1    | Sowjetunion                     | 3    | 2      | 5      | 10     |
| 2    | Niederlande                     | 3    | –      | 2      | 5      |
| 3    | BR Deutschland                  | –    | 2      | 1      | 3      |
| 4    | Frankreich                      | –    | 1      | 1      | 2      |
| 5    | Polen                           | –    | 1      | –      | 1      |
| 6    | Deutsche Demokratische Republik | –    | –      | 2      | 2      |
| 7    | Vereinigtes Königreich          | –    | -      | 1      | 1      |
|      | Total                           | 6    | 6      | 12     | 24     |